# Маражо
Маражо (порт. Ilha de Marajó) је велико речно острво (ада) на делти Амазона у бразилској држави Парá,површине 40.145 км². Острво се налази у истоименој групи од 3000 острва у којој је највеће, по површини веће од Белгије, прекривено бујном тропском вегетацијом на западу, и саванама на истоку. Острво је познато и по феномену великих плимних таласа, познатих као pororoca, који настају на месту гдје се сусрећу воде Амазона са Атлантиком. Таласи високи око 4 метра путују 300 километара узводно Амазоном, брзином од 30 километара на сат, што је почело привлачити и сурфере.
Велику атракцију представља и грнчарија древног народа Маражо, која се може видети у музеју Маражо, Cachoeira do Arari. Древни народ Маражо живео је на острву око 1000 година, градили су земљане хумке, канале и бране. Млађег датума су свакако фолклорни плесови carimbó и lundu, пореклом од доведених црначких робова.
Током раздобља интензивних киша, од јануара до маја, територија острва Маражо је углавном поплављена. Острво је познато и по великом броју бивола, јер тамо живи највеће крдо у Бразилу. Биволи служе за транспорт и у селу и у граду, а њихово месо је основ типичним јелима тог подручја. Прастановници Индијанци Aruã, који су говорили језиком из аравачке породице су нестали, а први покушај да се упознају десио се 1877, када је уз помоћ последњег Аруã Индијанца састављен речник од 200 речи. 
Маражо је највеће слатководно острво на свету.

## Географија
Острво Марајо је одвојено од копна заливом Маражо, реком Пара, мањим рекама (посебно Макакос и Тажапуру), реком Компанхија, реком Жакаре Гранде, заливом Виејра Гранде и Атлантским океаном.
Острво се налази скоро директно на екватору.
Заједно са мањим суседним острвима која су од Маражоа одвојена рекама, они чине архипелаг Маражо, укупне површине од 49,602 km2 (19,151 sq mi). Архипелаг се налази у 59.985 km2 (23.160 sq mi) Заштићене области архипелага Маражо, јединици за очување одрживе употребе основаној 1989. године ради заштите животне средине у региону.
Велики делови острва су поплављени током кишне сезоне због вишег водостаја река дуж обале и обилних падавина у унутрашњости. Маражо је скоро потпуно раван. Током кишне сезоне, велики део острва постаје поплављен као велико језеро.
На острву има 20 великих река. Због променљивог водостаја и редовних сезонских поплава, многа насеља су изграђена на стубовима (Палафитас).
Острво је познато по поророки, феномену плимног таласа у реци која ствара велике таласе који достижу 4 m (13 ft) у висину. То је туристичка дестинација, посебно за сурфовање по плимном таласу.

### Екологија
На источној страни острва доминира вегетација саване. Постоје велике фазенде које се баве сточарством. Ово је такође локација језера Арари, које има површину од 400 km2 (150 sq mi), али се смањује за 80% током сушне сезоне. Постоје велика стада домаћих водених бивола, који су технички инвазивна врста за острво; сада их има око 450.000, што је више од људске популације острва. Западну страну острва карактеришу шуме Варзеа и мале фарме. На острву се производи грађа и асај.
Острво се налази у екорегији Маражо варзеа, области сезонске и плимно поплављене варзеа шуме.
Северно од великог подручја саване налазе се мочваре палми, углавном са Бурити палми (Mauritia flexuosa) и Euterpe oleracea. Током кишне сезоне, мочваре су поплављене висине од око једног метра. Мало се зна о екологији ових мочвара.

### Општине
Најважнији градови су у југоисточном делу острва: Сори, Салватера, и највећи град Бревес. Они имају основну туристичку инфраструктуру и популарни су због издашних, слабо заузетих плажа. Град Соре, на атлантској обали острва, служи као улазна тачка на острво преко трајектне везе до Белема.

## Историја
Острво је било место напредног предколумбијског друштва, културе Маражоа, која је постојала од отприлике 400. п. н. е. до 1600. године нове ере. Острво је било центар археолошких истраживања и учења од деветнаестог века. Научници од 1980-их па надаље поделили су претколумбијски период на фазу Ананатуба (око 1100 – око 200. п. н. е.), фазу Мангуеирас (око 1000. п. н. е. – око 100. године), фазу Формига (око 100 - око 400), Маражоара фаза (око 400 - 1200) и Аруа фаза (1200 - 1500).
Од 1990-их води се дебата о пореклу и софистицираности Маражоског претколумбовског друштва. На основу теренског рада из 1940-их и 1950-их, археолог Бети Мегерс је првобитно тврдила да су културу Маражоа основали емигранти са Анда и да је друштво стално опадало све до коначног колапса отприлике 1400. године нове ере, због сиромашног тла и других фактора животне средине. Мегерове хипотезе су касније постале повезане са детерминизмом животне средине. Међутим, њену теорију је одбацила археолошкиња Ана Куртенијус Рузвелт, која је поново ископавала Маражо локације током 1980-их. Према Рузвелтовој, култура Маражо се развијала независно у Амазонији и карактерисала је и интензивну пољопривреду за самосталан живот и велике јавне радове.
Рузвелт је проценио да је Маражо на свом врхунцу можда имао популацију од више од 100.000 људи. Становништво је живело у кућама са набијеним земљаним подовима, организовало се у матрилинеарне кланове и делило задатке према полу, старости и нивоу вештина.
Долазак Европљана у шеснаестом веку био је катастрофалан за староседелачко становништво острва; 90% умрло је због високог морталитета од евроазијских заразних болести; недостајала им је имуност против ових болести које су постале ендемске у евроазијским градовима.
Насупрот томе, током пандемије шпанског грипа 1918–1919 широм света, Маражо је био једино веће насељено подручје које није имало ниједан документовани случај болести.
Острво је такође локација римокатоличке територијалне прелатуре Маражо.